# Estação Ferroviária de Medina del Campo
A Estação Ferroviária de Medina del Campo é uma interface das Linhas da Linha 100, Linha 120 e Linha 820, que serve o Concelho da Salamanca, em Espanha.　